# Австралия на летних Олимпийских играх 1920
Австралия принимала участие в Летних Олимпийских играх 1920 года в Антверпене (Бельгия) в шестой раз за свою историю, и завоевала две серебряные и одну бронзовую медали. Сборная страны состояла из 13 спортсменов (12 мужчин, 1 женщина).

## Медалисты
| Медаль  | Спортсмен                                             | Вид спорта      | Дисциплина                               |
| ------- | ----------------------------------------------------- | --------------- | ---------------------------------------- |
| Серебро | Джордж Паркер                                         | Лёгкая атлетика | Мужчины, ходьба 3000 м                   |
| Серебро | Фрэнк Борепейр Генри Хэй Вильям Геральд Айвэн Стедмэн | Плавание        | Мужчины, эстафета 4×200 м вольным стилем |
| Бронза  | Фрэнк Борепейр                                        | Плавание        | Мужчины, 1500 м вольным стилем           |